# Schlotheimia campbelliana
Schlotheimia campbelliana är en bladmossart som beskrevs av C. Müller 1849. Schlotheimia campbelliana ingår i släktet Schlotheimia och familjen Orthotrichaceae. Inga underarter finns listade i Catalogue of Life.